# Bataille de Falam
Guerre civile birmane (depuis 2021)
Batailles
- Conflit armé birman
- Coup d'État de 2021 en Birmanie
- Manifestations de 2021-2022 en Birmanie
  - Mort de Mya Thwe Thwe Khine (en)
  - Mort de Kyal Sin (en)

Théâtres :
- Chin (en)
- Zone sèche (en)
- État de Rakhine (en)

Violences et affrontements précoces :
- Tentative d'assassinat de Bai Yingneng (en)
- Alaw Bum
- Kalay
- Thapyayaye
- Taze (en)
- Naungmon (en)
- Thaw Le Hta
- Mindat (en)
- Muse (en)
- Mandalay (en)
- Myin Thar (en)
- Myawaddy (en)
- Route nationale 8
- 1re Loikaw (en)
- 1re Demoso

Campagne de 2021-2022 :
- Kachinthay (en)
- Lay Kay Kaw (en)
- Hnan Khar (en)
- Rivière Chindwin (en)
- 2e Demoso (en)
- 2e Loikaw (en)
- Thantlang
- Pekon (en)
- Khin-U (en)
- Assassinat de Ohn Thwin
- Kawkareik
- Ti Bwar

Campagne de 2023 :
- Konarpara (en)
- Mese (en)
- Shwe Kokko
- Kanaung
- Taungthaman (en)

Offensives de fin 2023-2025 :
- 1027
  - Chinshwehaw (en)
  - Namhsan (en)
  - Laukkai
  - Kaladan
  - Lashio
- 3e Loikaw (en)
  - 1107
- Kyindwe (en)
- Kachin (en)
  - Bhamo (en)
- Myawaddy
- Rakhine
  - Ann
  - Maungdaw
- Confrérie Chin (en)
- Assassinat d'Ashin Munindabhivamsa (en)
- Budalin
- Myingyan (en)
- Ngape (en)
- Katha (en)

Massacres et meurtres :
- Hlaingthaya
- Pégou
- Tabayin (en)
- Mo So
- Mon Taing Pin (en)
- Let Yet Kone
- Meurtre de Saw Tun Moe
- Hpakant
- Tar Taing
- Pazigyi
- Pinlaung
- Laiza
- Buthidaung (en)
- Byian Phyu

La bataille de Falam (également appelée "mission Jérusalem") est une offensive menée par l'Alliance de la Confrérie Chin, en collaboration avec d'autres forces de résistance anti-junte, pour s'emparer de la ville de Falam, dans l'État Chin, pendant la guerre civile birmane. Cette bataille est la première grande bataille aboutissant à la prise d'une ville sans la participation sur le terrain des organisations ethniques armées établies avant la phase de 2021 de la guerre civile.

## Contexte
Falam est la deuxième plus grande ville de l'État Chin et une ancienne capitale. Elle bénéficie d'une situation stratégique sur la route reliant le commandement des opérations régionales de la junte à Kale (région de Sagaing) et Hakha (État Chin).
Fin 2024, les rebelles revendiquent le contrôle d'environ 85% de l'État Chin, Falam restant l'un des derniers bastions de la junte dans la région.

## Bataille
La bataille commence le 9 novembre 2024 lorsque l'Alliance de la Confrérie Chin (CBA), comprenant l'Union fédérale Zomi, l'Organisation nationale Chin, le Conseil national Mindat Chin, les Forces de défense Chin de Maraland et Kampelet et la Brigade 1 de la CDF de Matupi, lance l'opération Confrérie Chin (en).
Le CNDF, qui est une composante de la CBA, est également engagé et soutenu par des groupes de résistance alliés, y compris des unités qui sont assistées par l'Armée d'Arakan (AA) de l'État de Rakhine.
Le 9 novembre, les forces de la CBA lancent des attaques coordonnées contre les bastions de la junte à Falam, ciblant le poste de police, le département de l'administration générale, le département de la construction et Hospital Hill. Les rebelles bloquent également les voies d'approvisionnement de la ville, isolant ainsi le bataillon d'infanterie 268. En réponse, la junte mène de lourdes frappes aériennes, utilisant des avions de guerre, des drones et de l'artillerie pour défendre ses positions.
À la mi-novembre, la CBA a pris le contrôle du poste de police et des bureaux administratifs, laissant le bataillon 268 comme dernier bastion important de la junte. Environ 45 soldats de la junte se rendent au cours de cette phase, et les rebelles capturent environ 130 prisonniers de guerre depuis le début de l'offensive.
Les habitants rapportent que l'armée de l'air de la junte a largué plus de 150 bombes sur Falam en une seule journée (samedi) à la mi-novembre, ciblant des positions rebelles et des zones civiles. Au cours d'une semaine, le nombre total de bombes larguées dépasse les 500. Une église chrétienne du village voisin de Thalanzar est endommagée et plus de 10 000 habitants sont déplacés vers les villages voisins, le canton de Kalay, Rangoun et l'État indien du Mizoram.
En décembre 2024, la CBA affirme avoir pris le contrôle de 90% du canton de Falam (en), les forces de la junte étant confinées au bataillon 268.
Le 11 mars 2025, la junte lance une contre-offensive pour briser le siège, en envoyant 40 à 50 soldats pour renforcer le bataillon 268. Le CNDF rapporte que le recours de la junte aux frappes aériennes montre son incapacité à monter des opérations terrestres efficaces en raison de rangs réduits et d'un moral bas.
Le 8 avril 2025, l'Alliance de la Confrérie Chin et les forces alliées réussissent à capturer le bataillon d'infanterie 268 (IB-268), le dernier bastion de la junte à Falam.

## Conséquences
La junte réagit à la capture en déployant des frappes aériennes quotidiennes avec divers avions, tels que des chasseurs à réaction et des hélicoptères Mi-35, pour reprendre le contrôle de Falam, mais échoue.